# Lonko

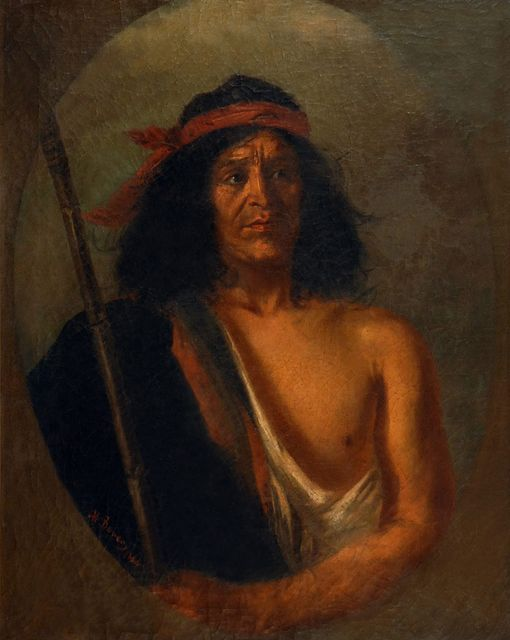
Porträt des Lonko Quilapán.

Ein Lonko (aus dem Mapudungun: longko ‘Kopf’), auch Lonco oder cacique genannt, ist der Leiter oder Kopf einer Mapuche-Gemeinschaft. Das Amt umfasst politische, administrative und religiöse Aspekte.

## Beschreibung
Der Lonko ist das Oberhaupt der einzelnen Familiengruppen (lof), die in rucas oder richtigen Häusern in benachbarten Gemeinden leben, sich gegenseitig helfen und durch einen gemeinsamen Vorfahren verbunden sind. Früher trafen sich die verschiedenen Lonkos in Kriegszeiten, um einen toqui, einen militärischen Anführer, zu wählen, der die Aktionen der kriegerische Eskalierung der betreffenden Gemeinschaften als Einheit koordinierte. Er ist die wichtigste Autorität und entspricht traditionell einer älteren Person, die das traditionelle Oberhaupt der Familiengemeinschaft ist.

## Amtsaufnahme

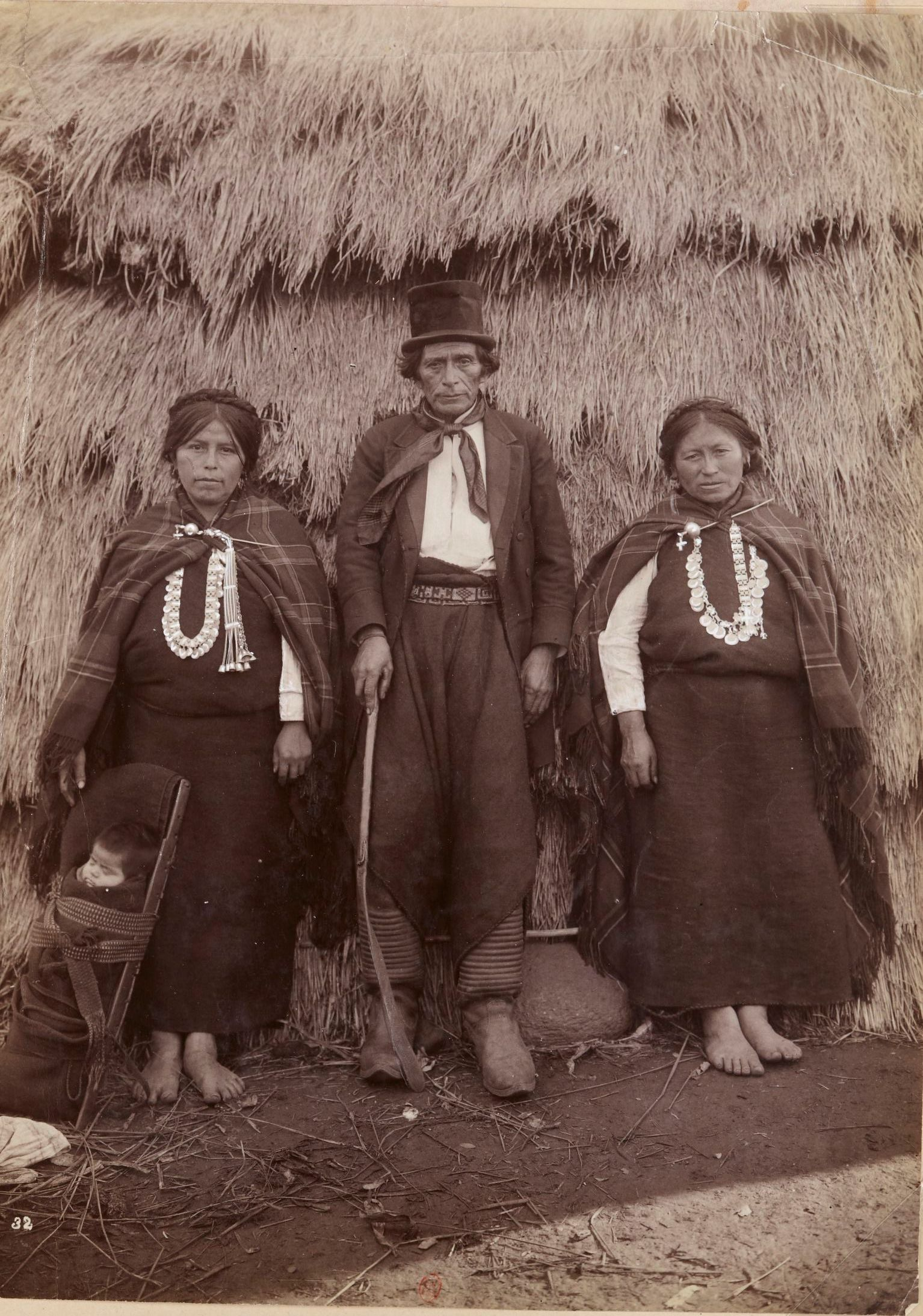
„Ein cacique araucano mit seiner Ehefrau, seiner Tochter und seiner Enkelin“. Foto aus La Lira Chilena (1906)

Er kann sein Amt aus folgenden Gründen aufnehmen (mapudungun, „llowkei“):
- Familiäre Abstammung
- Ehrerbietung
- Ernennung durch seine Gemeinschaft

## Religiöse Aspekte
Neben seiner sozialen Rolle ist der Lonko oft auch in den religiösen Aspekt involviert, indem er die guillatún („Bittgebet“) anführt, eine der wichtigsten Zeremonien der Mapuche.
Als kimche („Wissender, Weiser“) der kimün („Wissen, Weisheit“) der Mapuche muss der Lonko die Kontinuität der Admapu und der Bräuche des Landes der Mapuche.

## Abzweigungen des Amts
- Der Ülmen ist die Autorität, die die Bündnisse des lof aufrechterhält und die politischen und wirtschaftlichen Angelegenheiten der rewe-Organisation regelt.
- Ülmen futra lonko ist die Verwaltung der Aillarehue, die sich mit der Verteidigung des Territoriums, der Kultur und des heiligen Raums befasst. Im Jahr 1989 wurde der damalige Präsident Augusto Pinochet vom Consejo Regional Mapuche in diesem Amt ernannt.

- Ein Ñizol lonko ist die höchste Autorität der Mapuche-Organisationen, die für die Leitung der fütal mapu zuständig ist.
- In Zeiten des awkan („Krieg“) tritt die Figur des Toqui, der höchsten politischen Autorität, auf.

## Berater
- der Werkén ist der Vertrauensmann und persönliche Bote des Lonkos, der auch die Beziehungen und Bündnisse zwischen den lof erleichtert. Diese Rolle wird in der Regel von einem Sohn des Lonkos ausgeübt
- Der Weupife ist ein kimkeche-Mann („Wissender Mann“) der Mapuche-Vergangenheit und Träger des Wissens über die Abstammungslinien des lof.